# Uriyan
Uriyan är en administrativ by i Sri Lanka.   Den ligger i provinsen Nordprovinsen, i den norra delen av landet, 290 km norr om huvudstaden Colombo.